# Magnus Billman
Magnus Billman, född 22 februari 1963, är en svensk ishockeytränare och före detta spelare. Billman spelade mellan 1983 och 1989 i Timrå IK i Division I (dåvarande näst högsta serien). Efter två säsonger i Tunadals IF avslutade han spelarkarriären 1992, 29 år gammal.
Efter spelarkarriären var Billman assisterande tränare och senare även huvudtränare för Sundsvall Hockey under 1990-talet. Säsongen 1998-1999 nådde man Playoff 3 till Kvalserien men förlorade där mot Troja-Ljungby efter att Mattias Weinhandl avgjort i förlängningen. Han har även varit assisterande tränare i Timrå IK.
Har även två tvillingsöner vid namn Robin Billman och Rasmus Billman som bägge spelat ishockey.
Robin är även han ishockeytränare idag.